# ゴードン・バーガー
ゴードン・バーガー（Gordon Mark Berger, 1942年 - ）は、南カリフォルニア大学歴史学名誉教授、元東アジアセンター所長。著書に「大政翼賛会 国民動員をめぐる相剋」等がある。寺崎英成の孫であるCole Millerが「昭和天皇独白録」を1988年にバーガー教授に鑑定依頼し発見される。2007年に旭日中綬章受賞。過去に相撲の英語解説者としても活動している。